# McCracken, Kansas
McCracken är en ort i Rush County i Kansas. Vid 2010 års folkräkning hade McCracken 190 invånare.